# I cacciatori di microbi
I cacciatori di microbi (titolo originale in lingua inglese: Microbe Hunters) è un saggio di divulgazione scientifica scritto dal batteriologo statunitense Paul de Kruif (1890–1971) pubblicato per la prima volta nell'edizione originale in inglese nel 1926.

## Contenuto
I cacciatori di microbi è composto di undici capitoli, ciascuno dei quali è dedicato alle biografie di uno o più scienziati che si sono distinti nella ricerca in microbiologia o nella lotta contro le malattie infettive: 
- Anton van Leeuwenhoek (1632-1723)
- Lazzaro Spallanzani (1729-1799)
- Robert Koch (1843-1910)
- Louis Pasteur (1822-1895)
- Émile Roux (1853-1933) ed Emil Adolf von Behring (1854 -1917)
- Il'ja Il'ič Mečnikov (1845-1916)
- Theobald Smith (1859-1934)
- David Bruce (1855-1931),
- Ronald Ross (1857-1932) e G. Battista Grassi (1854-1925)
- Walter Reed (1851-1902)
- Paul Ehrlich (1854-1915)

L'autore, Paul de Kruif, si era laureato in batteriologia all'Università del Michigan nel 1916 e per alcuni anni aveva svolto attività di ricerca in campo microbiologo. I "cacciatori di microbi" sono rappresentati per lo più nella loro attività di ricerca mossi da una intensa passione o da senso del dovere o da spirito di avventura. I ritratti dei protagonisti sono per lo più agiografici. Non mancano tuttavia aspetti discutibili. Kruif sostenne che la patogenesi della malaria fosse stata svelata soprattutto grazie all'attività svolta da Giovanni Battista Grassi, mentre il contributo di Ronald Ross sarebbe stato marginale; Ross, che aveva ottenuto il premio Nobel per la medicina grazie agli studi sulla malaria, protestò, e il capitolo riguardante Ross e Grassi venne eliminato dalle edizioni distribuite in Gran Bretagna.
Il testo divulgativo suscitò immediatamente interesse anche in ambito scientifico e divenne ben presto un classico della divulgazione. Albert Sabin, lo scopritore del vaccino contro la poliomielite, disse che la passione per la medicina e la ricerca gli era nata dalla lettura giovanile del libro di de Kruif. Lo stesso ha affermato anche l'immunologo Bruce Beutler, premio Nobel per la medicina nel 2011.

## Edizioni
- Paul De Kruif, Microbe hunters, New York: Blue Ribbon books, 1926 (prima edizione in lingua inglese)
- Paul De Kruif, Microbe hunters; introduction by F. Gonzalez-Crussi, San Diego etc.: Harcourt Brace, 1996, p. XIV+357, ISBN 01-560-2777-1
- Paul De Kruif, I cacciatori di microbi; traduzione e note di Filippo Usuelli, Milano-Verona : A. Mondadori, 1934 (prima edizione in lingua italiana)
- Paul De Kruif, I cacciatori di microbi; traduzione e note di Filippo Usuelli, Milano: Imagommage, 1993, Riproduzione della VII edizione riveduta e aggiornata: Milano: A. Mondadori, 1941